# 湯坂温泉
湯坂温泉（ゆさかおんせん）は、青森県むつ市にあった温泉。宇曽利湖の東岸に位置し、下北半島国定公園の第1種特別地域内に含まれる。
一軒宿として5月から10月にかけて営業する民宿の石楠花荘（しゃくなげ荘）があった。泉質は硫黄泉で内湯のみ。2012年（平成24年）頃に廃業した。
周辺には恐山への悪霊の侵入を阻むとも言い伝えられてきた「鬼石」と呼ばれる巨岩があり、温泉を経営する一家は代々この鬼石を護る役目であったという。